# Socjaldemokracja Królestwa Polskiego i Litwy
Socjaldemokracja Królestwa Polskiego i Litwy – działająca na przełomie XIX i XX wieku polska marksistowska partia polityczna. Początkowo nosiła nazwę Socjaldemokracja Królestwa Polskiego a od 1900 roku po poszerzeniu działalności na Wileńszczyznę – Socjaldemokracja Królestwa Polskiego i Litwy. Od kwietnia 1906 roku była autonomiczną sekcją Socjaldemokratycznej Partii Robotniczej Rosji, zachowała jednak samodzielność ideologiczną i organizacyjną.
Partia powstała w 1893 (jako Socjaldemokracja Królestwa Polskiego) wskutek sprzeciwu części działaczy Związku Robotników Polskich i II Proletariatu wobec postanowień zjazdu paryskiego w wyniku którego utworzono Polską Partię Socjalistyczną. Organizacja ta dążyła do wybuchu internacjonalistycznej rewolucji robotniczej, obalenia ustroju kapitalistycznego, likwidacji państw narodowych oraz wprowadzenia rządów proletariatu. Niechętnie lub wrogo odnosiła się do dążeń niepodległościowych oraz do współpracy z organizacjami chłopskimi.
W grudniu 1918 część działaczy SDKPiL i PPS-Lewicy utworzyła Komunistyczną Partię Polski (do 1925 pod nazwą Komunistyczna Partia Robotnicza Polski).

## Historia ugrupowania

### Socjaldemokracja Królestwa Polskiego
Socjaldemokracja Królestwa Polskiego została założona w 1893 roku jako ugrupowanie bazujące na internacjonalistycznym programie marksistowskim. Jej rdzeniem był Związek Robotników Polskich, którego część działaczy odmówiło poparcia narodowych żądań zawartych w programie Polskiej Partii Socjalistycznej. W rezultacie Związek i II Proletariat opuściły PPS, tworząc SDKP. Później pogłębiły się jeszcze różnice pomiędzy tymi dwiema organizacjami, kiedy to podczas Międzynarodowego Kongresu Socjalistycznego w sierpniu 1893, delegacja polska (przewodzona przez Ignacego Daszyńskiego z Galicji) odmówiła zajęcia miejsc obok m.in. Róży Luksemburg. Podobnie było na następnym Kongresie w 1896 roku, kiedy to doszło do konfliktu pomiędzy Luksemburg a Józefem Piłsudskim, reprezentującym PPS. Przedmiotem sporu była kwestia niepodległości Polski. Wbrew nazwie Socjaldemokracja Królestwa Polskiego działała też na terenie Białostocczyzny.

### Połączenie SDKP ze Litewską Socjal-Demokratyczną Partią
SDKP odbierana była raczej jako partia reprezentująca robotników pochodzących z określonego geograficznego obszaru niż klasę pracującą całego narodu. W 1896 roku w wyniku aresztowań działaczy partia faktycznie przestała działać. Na terenie Wileńszczyzny od 1896 roku działała natomiast Litewska Socjal-Demokratyczna Partia skupiona wokół Feliksa Dzierżyńskiego (do czasu jego zesłania i Stanisława Trusiewicza-Zalewskiego. W sierpniu 1899 roku Dzierżyński zbiegł z zesłania na Syberii i przybył do Warszawy. Tutaj w imieniu grupy secesjonistów z Litewskiej Socjal-Demokracji, którzy uważali współpracę z rosyjskimi socjaldemokratami za drogę do skutecznej walki z caratem, nawiązał kontakt z grupą dawnych działaczy Socjaldemokracji Królestwa Polskiego skupionych wokół Jana Rosoła. Niedługo potem udał się do Wilna, gdzie w imieniu grupy warszawskiej wraz z kilkoma działaczami litewskiej socjaldemokracji oraz grupą "Związek Robotników na Litwie" (na cele z Trusiewiczem-Zalewskim) powołano do życia Socjaldemokrację Królestwa Polskiego i Litwy (SDKPiL).

### Początki działalności
Zjednoczone ugrupowanie początkowo cieszyło się sporą popularnością i napływem nowych członków, głównie dzięki działalności Dzierżyńskiego w Warszawie przed jego aresztowaniem przez służby carskie.  W 1900 w Lipsku odbyło się spotkanie działaczy krajowych SDKPiL oraz zagranicznej grupy socjaldemokratów skupionej wokół Róży Luksemburg, Juliana Marchlewskiego, Adolfa Warskiego oraz Leona Jogiches-Tyszki. Pierwotnie Luksemburg i Tyszka odmówili udziału w nowej inicjatywie odrzucając założenia programowe nowej organizacji (w szczególności uważali, że niepodległość Polski jest niemożliwa ze względu na etap rozwoju społeczno-ekonomicznego świata, który dąży do innych formuł organizacyjnych niż państwa narodowe). Ze strony ośrodka zagranicznego negocjacje prowadzą Marchlewski i Warszawski. Odrzucono program dot. kwestii narodowej  Luksemburg. W tej kwestii zakładano jako pierwsze zadanie uzyskanie demokratycznej konstytucji w Rosji, która umożliwi działalność legalną organizacji robotniczych. Marchlewski mówił na zjeździe:
(...) niepodległość Polski, o ile to będzie z korzyścią dla proletariatu polskiego, może być uzyskana po konstytucji, jednak przed urzeczywistnieniem ideałów socjalistycznych; stawiając konstytucję jako tymczasowy program polityczny, nie wyrzekamy sie niepodległości Polski..
Oparto się na tzw „szkicu wileńskim” opracowanym przez czynniki krajowe w 1898 r.. Zwycięża pogląd prezentowany m.in. przez Marchlewskiego i Dzierżyńskiego o współpracy z ruchem rosyjskim ale bez podporządkowania i wchłonięcia. Ostatecznie dochodzi do połączenia obu środowisk pod szyldem SDKPiL. Organami prasowymi partii był „Przegląd Robotniczy”, „Czerwony Sztandar” i „Sprawa Robotnicza”.
Po aresztowaniu w kraju Dzierżyńskiego i Rosoła kierownictwo partii w kraju przejął Trusiewicz-Zalewski. W sierpniu 1900 w Otwocku odbył się II Zjazd SdKPiL na, którym przyjęto założenia programowe. Podstawowym postulatem partii było wprowadzenie ogólnorosyjskiej demokratycznej konstytucji, a za postulat realny w bieżącej sytuacji międzynarodowej uznano całkowitą autonomię narodową w ramach demokratycznego państwa rosyjskiego.
Na Kongresie II Międzynarodówki w 1900 roku PPS zanegowała mandaty delegatów SDKPiL oraz Róży Luksemburg. Luksemburg na tym zjeździe rozwinęła swoje tezy o organicznym wcieleniu ziem polskich do Rosji. Przewodniczący delegacji SDKPiL na Zjazd – Trusiewicz protestował przeciwko utożsamianiu partii z poglądami Luksemburg w kwestii narodowej. W rezultacie SDKPiL została uznana przez Międzynarodówkę Socjalistyczną jako drugie obok PPS ugrupowanie socjaldemokratyczne na ziemiach polskich.
W lutym 1901 r. odbywa się konferencja SDKPiL w Białymstoku podczas której partia proponuje zwołanie wspólnego wszechrosyjskiego zjazdu socjaldemokratycznego, który miałby w kwestiach narodowych stanąć na stanowisku zapewnienia w demokratycznej Rosji pełnej autonomii narodom nierosyjskim z prawem narodów do samostanowienia. Stanowisko takie potwierdził III Zjazd SDKPiL we wrześniu 1901 roku.
Do działalności partii w tym okresie negatywnie odnosiła się Róża Luksemburg, która jeszcze w 1900 roku stwierdzała w liście do swojego głównego współpracownika Leona Jogichesa – Tyszki:
Powstanie Socjaldemokracji w Królestwie jest wręcz nieszczęściem dla nas (…). (...) Co za okropna różnica w każdej drobnostce między naszą ongi robotą a tą teraźniejszą, z przeproszeniem , zafajdaną Socjaldemokracją!
Na przełomie 1901 i 1902 roku działalność partii w kraju została sparaliżowana przez masowe aresztowania (aresztowano również Trusiewicza-Zalewskiego). W 1902 roku w partii dokonano swoistego przewrotu i kierownictwo nad organizacją przejęli działacze emigracyjni skupieni wokół pisma "Przegląd Socjaldemokratyczny" na czele z Różą Luksemburg (Komitet Zagraniczny SDKPiL), a kierowanie strukturami krajowymi zlecono Feliksowi Dzierżyńskiemu.
Wcielając w życie koncepcję Róży Luksemburg o konieczności zjednoczenia wszystkich ruchów rewolucyjnych w państwach zaborczych SDKPiL dążyła do zjednoczenia z Socjaldemokratycznej Partii Robotniczej Rosji (SDPRR), jako autonomiczną sekcją. Podczas przygotowań do II Zjazdu SDPRR który odbył się w 1903 roku w Londynie, Luksemburg zażądała od rosyjskich socjaldemokratów zmiany stanowiska odnośnie do prawa narodów Rosji do samostanowienia oraz zapewnienia pełnej niezależności organizacyjnej SDKPiL jako sekcji SDPRR w działaniach na terenie zamieszkiwanym przez Polaków. Podczas tego kongresu miał miejsce słynny rozłam w socjaldemokracji rosyjskiej na frakcje mienszewików i bolszewików. Nieco później bolszewicy zaczęli propagować hasło „demokratycznej dyktatury proletariatu i chłopstwa”, którą polscy rewolucjoniści odrzucili. Lenin i bolszewicy uważali SDKPiL za jedyną marksistowską partię w Polsce i wysoko cenili jej internacjonalizm.

### SDKPiL w Rewolucji 1905 roku
SDKPiL była jedną z głównych organizacji biorących udział w wydarzeniach wywołanych przez wojnę rosyjsko-japońską i później podczas rewolucji 1905 roku. Silny defetyzm opozycyjny wobec carskiego państwa, przyjęty przez SDKPiL odróżniał ją od PPS, która zajęła projapońskie stanowisko. Jednakże wraz z narastaniem wrzenia rewolucyjnego, partia współpracowała blisko z Bundem i lewym skrzydłem PPS. W tym samym czasie Róża Luksemburg powróciła z uchodźstwa, a „Strajk Masowy” zajął centralne miejsce w rewolucyjnej teorii organizacji. O ile w 1904 roku SdKPiL liczyła ok. 120 członków. to w 1906 roku do partii należało 40 tys. osób; 70% działaczy było narodowości polskiej, 25% niemieckiej a 5% żydowskiej. Partia staje się jak na ówczesne warunki partią masową (PPS – 55 tys.). Rok później liczyła 25,7 tys. członków. W listopadzie 1905 roku odbyła się w Warszawie konferencja krajowa SdKPiL na której przedstawiono program domagający się pełnej autonomii dla terenów zaboru rosyjskiego a powstałe Królestwo miało być demokratycznym państwem parlamentarnym. Od października 1905 roku do kwietnia 1907 dochodzi do wielu przypadków wzajemnych zabójstw działaczy SdKPiL oraz endeckiego Narodowego Związku Robotniczego.
Na IV Zjeździe SDPRR w Sztokholmie SDKPiL wchodzi organizacyjnie (razem z Bundem) do SDPRR zachowując szeroką autonomię wewnętrzną
W czerwcu 1906 r. odbył się w Zakopanem V Zjazd SDKPiL. Zjazd pełen rozdźwięków i widocznej sprzeczności zapatrywań działaczy krajowych i zagranicznych. Głównym tematem obrad jest podejście do kwestii narodowej (zakresu i formy autonomii ziem polskich w przyszłej demokratycznej Rosji). W rezultacie zjazd nie podejmuje wiążących rozstrzygnięć w tej kwetii Zawiązuje się tzw. „opozycja robotnicza” z działaczem krajowym Wincentym Matuszewskim na czele. Ostatecznie w skład Zarządu Głównego wchodzą:  Tyszka, Warski, Leder, Małecki, Hanecki, zastępcy : Marchlewski, Dzierżyński. We władzach partii nie znajduje się ani jeden przedstawiciel działaczy krajowych.

### Odpływ fali rewolucyjnej
Okres po rewolucji charakteryzował się odwrotem mas od lewicy. W partii zaczął dominować rządząc autorytarnymi metodami Jogiches-Tyszka co prowadziło do narastającego konfliktu personalnego w partii (w szczególności w relacjach Tyszki z Trusiewiczem-Zalewskim, Małeckim, Marchlewskim, Lederem i Dzierżyńskim). Głównym sojusznikiem w partii Jogiches-Tyszki był A. Warski. SDKPiL była silnie zależna od SDPRR, co oznaczało iż problemy rosyjskiego ugrupowania przekładały się także na sytuację jego polskiego odpowiednika. Podczas Piątego Kongresu SDPRR w Londynie (1907 rok), Jogiches i Warski zostali wybrani do wspólnego Komitetu Centralnego. W następnych latach jednak SDPRR niemal nie prowadziła działalności jako koherentna organizacja; z tego powodu SDKPiL dystansowała się od rosyjskich frakcji – bolszewików i mienszewików. Z SDKPiL sympatyzował warszawski tygodnik Społeczeństwo ukazujący się w latach 1907–1910. W 1909 r, po wyroku sądu partyjnego, który skazał go na rok zakazu pełnienia funkcji partyjnych Trusiewicz-Zalewski wraz z W. Matuszewskim zakładają w Krakowie opozycyjny w stosunku do władz partii tygodnik "Solidarność Robotnicza" prezentując niezgodne z ówczesną linią SDKPiL poglądy m.in. na kwestię narodową, rolę związków zawodowych oraz zagadnienie zjednoczenia z PPS-Lewicą. W 1908 roku na VI Zjeździe SdKPiL do Zarządu Głównego partii wybrano: Jogiches-Tyszkę, Marchlewskiego, Warskiego, Ledera, Haneckiego a zastępcami członków ZG zostali Dzierżyński i Małecki.
W 1909 r. Hanecki, Małecki i Więckowski występują z publiczną krytyką władz partii w związku z oderwaniem sie kierownictwa od mas partyjnych i rządzeniem przez ZG partią metodami siłowymi a nie politycznymi. W lutym 1911 r. z partii demonstracyjnie występuje Trusiewicz-Zalewski.  W 1911 roku nastąpił rozłam w partii, w wyniku którego Komitet Warszawski (m.in. J. Unszlicht, W. Małecki) postawił się w opozycji wobec Zarządu głównego zdominowanego przez Jogichesa-Tyszkę i Warskiego. Organizacje krajowe SDKPiL, w większości popierające komitet warszawski były zorientowane probolszewicko i antymienszewicko i antytrockistowsko. W związku z rozłamem z władz partii ustępują Małecki, Hanecki i Leder przeciwstawiający się siłowym metodom likwidacji opozycyjnej organizacji warszawskiej przez władze partii. W 1912 r. w artykule zamieszczonym w piśmie wydawanym przez "rozłamowców" poparcie dla nich wyraził przywódca SDPRR – Lenin, stwierdzając, że w latach 1908–1911 SDKPiL pod wpływem Jogichesa-Tyszki "oddzialiła się" faktycznie od SDPRR  W 1912 r. Hanecki ustępuje z władz SDKPiL nie zgadzając się z siłowymi metodami zwalczania opozycji w partii stosowanymi przez ZG SDKPiL.
W 1912 roku SDKPiL w wyborach do Dumy w kurii robotniczej zdobyła 30 mandatów (PPS-Lewica – 62, Narodowa Demokracja – 41) co wskazywało na to, że partia zaczyna sie odbudowywać.

### Stosunek SDKPiL do wojny światowej
Pomimo podziałów, cała partia zaakceptowała pozycje internacjonalistyczne w stosunku do konfliktu zbrojnego u zarania I wojny światowej. 2 sierpnia 1914 roku Komitet Warszawski zorganizował konferencję wszystkich frakcji rewolucyjnych, w których wzięły udział także Komitet Centralny, PPS – Lewica i Bund. Wezwali oni wspólnie do potępienia imperialistycznej wojny i przejęcia władzy w państwach przez klasę robotniczą. Jednak próby koordynacji działań poszczególnych ugrupowań zakończyły się niepowodzeniem. Pomimo tego, w czasie wojny wszystkie frakcje zbliżyły się do bolszewików, wchodząc w skład ruchu zimmerwaldzkiego. Na początku wojny faktyczne kierownictwo nad partią, w tym również za granicą (przejęcie pieczęci Zarządu Głównego), gdzie główną rolę zaczyna odgrywać Hanecki, przejmują działacze "rozłamowców". Róża Luksemburg znajduje się w więzieniu, a jej "Prawa ręka" Jogiches-Tyszka angażuje się w działalność niemieckiej socjaldemokracji. W 1916 roku SDKPiL zasila grupa rozłamowców, która odchodzi z PPS-Lewicy na czele z Władysławem "Grzechem" Kowalskim (tze "grzechiści"). Zasilają oni frakcję "zarządowców". 4 listopada 1916 roku miał miejsce kongres partyjny, podczas którego doszło do ponownego zjednoczenia poszczególnych frakcji i wybrania nowego Zarządu Głównego.

### Stosunek SDKPiL do rewolucji rosyjskiej
Po rewolucji lutowej w 1917 roku i obaleniu caratu, Rząd Tymczasowy Rosji wydał 30 marca manifest, w którym uznał prawo Polski do statusu autonomicznego, podczas gdy Piotrogrodzka Rada Delegatów Robotniczych i Żołnierskich (w której dominowali wówczas eserowcy i mienszewicy) na wniosek polskiego socjalisty Aleksandra Więckowskiego uznała prawo Polski do samostanowienia. Koniec I wojny światowej zastał wielu działaczy SDKPiL podróżujących po Europie i biorących udział w przeróżnych lewicowych ruchach rewolucyjnych. Luksemburg i Jogiches stali na czele Komunistycznej Partii Niemiec, podczas gdy Dzierżyński, Radek i Hanecki brali czynny udział w rewolucji październikowej i otrzymali stanowiska w sowieckim rządzie. Członkowie SDKPiL organizowali Rady Delegatów Robotniczych. W maju 1917 r. powstaje Komitet Wykonawczy grup SdKPiL w Rosji. Ma być łącznikiem między rozproszonymi po Rosji działaczami partii, reprezentować polskich działaczy przed bolszewikami oraz nawiązać kontakt z krajem. 9 listopada 1917 r. odbywa się I Konferencja grup SDKPiL w Rosji – w skład kierownictwa organizacji wchodzą: F. Dzierżyński, J. Unszlicht, J. Leszczyńki-Leński, S. Bobiński, K. Próchniak. Centralny Komitet Wykonawczy grup opowiedział się przeciwko polityce Lenina względem państw centralnych, gdy władze radzieckie podpisały w Mińsku w marcu 1918 roku pokój z Niemcami. Stanowisko to potwierdziła II konferencja grup SDKPiL w Rosji w maju 1918 r..
W listopadzie 1918 r. odbyła się III Konferencja grup SDKPiL w Rosji. Część działaczy (m.in. Stanisław Bobiński) ostrzegała przed zbytnim optymizmem co do nastrojów rewolucyjnych w kraju, inni (m.in.  Unszlicht i Dolecki) krytykowali pesymistów. Konferencja dokonała zmiany polityki partii, która do tej pory była przede wszystkim nastawiona na wsparcie rewolucji bolszewickiej. Od tego momentu partia miała koncentrować się głównie na uwzględnianiu przede wszystkim potrzeb działalności rewolucyjnej w kraju.
Większość środowiska komunistów polskich w rewolucyjnej Rosji uważało kierownictwo krajowe SdKPiL za "oportunistyczne" i nie rozumiejące "historycznego momentu" w którym należy podjąć działania zmierzające do wywołania w kraju rewolucji proletariackiej. Do Polski skierowano Stanisława Budzyńskiego, którego zadaniem było tworzenie rad robotniczych. Krajowe władze uważały rady robotnicze za specyficznie rosyjską formę organizacji proletariatu i były przeciw ich tworzeniu.
W pierwszych tygodniach po rewolucji bolszewickiej w Rosji krajowa SdKPiL podzielała krytyczne stanowisko mienszewików w stosunku do rewolucji ale utrwalenie rządów bolszewickich przyniosło zwrot w polityce partii. Przeważyło stanowisko o konieczności wykazania soliarności z władzami rewolucyjnymi Rosji.
W grudniu 1918 roku doszło do połączenia z PPS-Lewicą, w wyniku którego powstała Komunistyczna Partia Robotnicza Polski.

## Czołowi działacze
Najbardziej znani członkowie SDKPiL stanowili grupę osób, którzy uzyskali międzynarodową sławę w czasie rosyjskiej rewolucji październikowej. Głównym teoretykiem ruchu była Róża Luksemburg. Innymi znanymi członkami partii byli Leon Jogiches, Julian Marchlewski, Adolf Warszawski-Warski, Feliks Dzierżyński jego żona Zofia Muszkat, Józef Unszlicht, Karol Radek, Tomasz Magrzyk, Stanisław Trusiewicz, Wincenty Matuszewski, Marcin Kasprzak, Bronisław Wesołowski czy Jakub Hanecki. Wielu spośród tych internacjonalistów odegrało znaczące role w lewicowych ruchach rewolucyjnych w Niemczech i Rosji.